# Peisistratiden-Tyrannis in Athen
Die Peisistratiden-Tyrannis in Athen ist ein Abschnitt in der archaischen Epoche Athens, der durch die Vormachtstellung des Peisistratos und seiner ihm nachfolgenden Söhne Hippias und Hipparchos in der athenischen Polis bestimmt war. Diese annähernd über ein halbes Jahrhundert sich erstreckende Ära folgte auf die Solonischen Reformen und hatte die Kleisthenische Neuordnung der attischen Bürgerschaft zur Folge. In der althistorischen Forschung schwankt das Urteil über die Peisistratiden-Tyrannis, bedingt durch Zweifel und Lücken bei den historischen Quellenzeugnissen, speziell in der Frage, welchen Beitrag Peisistratos und seine Söhne zur weiteren Entwicklung des attischen Staatsverbands geleistet haben.

## Unklare Überlieferung
Die Quellenlage für die athenische Geschichte des 6. Jahrhunderts v. Chr. ist davon bestimmt, dass praktisch keine schriftlichen Zeugnisse aus dieser Zeit existieren. Der älteste Bericht über die Peisistratiden-Tyrannis stammt von Herodot, der 100 Jahre später schrieb und sich auf mündliche Erzählungen stützen musste. Seine Darstellung enthält legendenartige Elemente, die von der historischen Realität nicht immer leicht zu trennen sind. Demgegenüber dienten Thukydides die Begebenheiten um den Tyrannenmord an Hipparchos dazu, das eigene akribisch prüfende Vorgehen als Historiker herauszustellen. Seine Darstellung der Athener Tyrannis ist jedoch auf wenige Ausschnitte beschränkt. Die nochmals 100 Jahre später entstandenen Ausführungen des (Pseudo-)Aristoteles in der Athenaion Politeia sind mit Anachronismen und Projektionen durchsetzt. Vielerlei Zweifeln und unterschiedlichen Deutungen wird dadurch Raum geboten. So gehen manche Historiker davon aus, Peisistratos habe nicht dreimal, sondern nur zweimal versucht, sich zum Alleinherrscher aufzuschwingen. Teils wird auch die herkömmliche Chronologie in Frage gestellt, etwa mit der Annahme späterer Lebensdaten des Peisistratos.

## Entstehungsbedingungen der Tyrannis in Attika
Über die Ursprünge der Tyrannis in Athen berichtet Herodot, dass drei Gruppierungen als Anhängerschaften der Adligen Lykourgos, Megakles und eben Peisistratos um die Vorherrschaft in Athen stritten: die „Küstenbewohner“ (Paraloi bzw. Paralioi), die „Leute aus der Ebene“ (Pediakoi oder Pedieis), und die „Bewohner jenseits des Gebirges“ (Hyperakrioi bzw. Diakrioi). Diesen im 5. Jahrhundert v. Chr. nach regionaler Zugehörigkeit unterschiedenen Anhängerschaften wurden in der Athenaion Politeia aus dem 4. Jahrhundert v. Chr. zusätzlich bestimmte Verfassungspräferenzen zugeschrieben: Die Bewohner der attischen Ebene standen demnach für eine Oligarchie; die Küstenbewohner für einen mittleren bzw. gemischten Verfassungstyp; die Bewohner der Bergregionen für eine besonders volksfreundliche Herrschaft. Für die letztere Gruppierung habe der durch seine führende Rolle im Krieg gegen die Megarer populäre Peisistratos gestanden.
Die somit von Aristoteles den drei attischen Regionen für das 6. Jahrhundert v. Chr. zugeordneten Verfassungspräferenzen werden von der neueren Forschung als anachronistische Rückprojektion aus dem 4. Jahrhundert v. Chr. kaum mehr ernsthaft erwogen. Nicht unumstritten ist aber auch Herodots klare Unterscheidung der jeweiligen Anhängerschaft nach Großregionen. Karl-Wilhelm Welwei sieht in ihnen nicht durchorganisierte Kollektive, sondern temporäre Interessengemeinschaften, die auch herkunftsräumlich nicht einheitlich zusammengesetzt waren. Peisistratos habe bei der Sammlung seiner Anhängerschaft aber zumindest zeitweilig ein zahlenmäßiges Übergewicht erlangt, das ihm zum Erfolg verhalf. Auch Michael Stahl erkennt keine fest gefügten Anhängerblöcke bei den drei Kontrahenten. Als verlässliche Basis eigener Machtambitionen in den Auseinandersetzungen zwischen Adligen sieht er allein den jeweiligen Oikos, also den unmittelbaren Besitz mit Familie und zugehörigem Bewirtschaftungspersonal. Geschlechterverbände oder Klientelverhältnisse wie bei der antiken römischen Aristokratie entstanden im archaischen Griechenland nicht: „Der an die Verwirklichung aristokratischer Normen gebundene individuelle Ehrerwerb vollzieht sich also nur, indem der einzelne Aristokrat seine von Hause aus zunächst gegebene ökonomisch-soziale Vereinzelung durch die bewußte Pflege verschiedener aristokratischer Geselligkeitsformen (z. B. Hetairien, Symposien, Agone) sowie das Auftreten vor und den Dienst an der Gemeindeöffentlichkeit überwindet.“
Unterstützung für die eigenen Vormachtbestrebungen wurde von ambitionierten Adligen aber nicht nur im eigenen Polisverband, sondern auch durch gastfreundliche Beziehungspflege mit äußeren Partnern in anderen griechischen Poleis gesucht. Mithin blieb man auch als zeitweilig Unterlegener und als durch Exilierung vom eigenen Oikos Abgeschnittener nicht ohne Rückhalt, sondern hatte Chancen, mit äußerer Hilfe gestärkt zurückzukehren. So hat Peisistratos nach zwei fehlgeschlagenen Versuchen, die Rivalen Lykourgos und Megakles staatsstreichartig zu überflügeln – und nachfolgenden Rückzügen aus Attika – erst im dritten Anlauf mit Unterstützung innerer und äußerer Helfer die Vormachtstellung eines Tyrannen in Athen errichten können. Als wirtschaftliche Basis für die Anwerbung von Söldnern und für die Gewinnung außerathenischer Aristokraten als Partner seines bewaffneten Rückkehr-Unternehmens diente ihm in annähernd 10-jährigem Exil die Ausbeutung von Gold- und Silberminen am Strymon im Pangaion-Gebirge.

## Merkmale der Peisistratiden-Herrschaft
Die Sonderstellung der Peisistratiden im Alltag Athens zeigte sich augenfällig in der Söldner-Leibgarde, die das Tyrannenregime demonstrativ vorhielt, um Gegner einzuschüchtern. Als Gesetzgeber traten die Athener Tyrannen zwar nicht hervor; vielmehr galt die solonische Gesetzesordnung auch weiterhin. Auf die Besetzung der wichtigen Archonten-Ämter übten die Peisistratiden mit ihren Gefolgsleuten aber maßgeblichen Einfluss aus.
Viele andere in den späteren Quellenzeugnissen angesprochene Maßnahmen der Peisistratiden-Ära stehen in der Forschung als zurechenbar gewichtiges oder als historisches Faktum überhaupt auf dem Prüfstand. Anlass zu Zweifeln gibt es etwa hinsichtlich der Art und des Umfangs der Herrschaftssicherung, unter anderem die Stellung von Geiseln durch Adelsfamilien betreffend oder in Bezug auf die Entwaffnung der gesamten Bürgerschaft. Nur in der Athenaion Politeia ist die Rede davon, dass Peisistratos Demenrichter eingesetzt habe und in Attika auf dem Lande dahin gewirkt habe, dass die Bürger ihre Rechtsstreitigkeiten dort beilegten, um sie von Athens Zentrum fernzuhalten. Als finanzpolitische Maßnahme ist von einer sonst im archaischen Griechenland unbekannten wohl zehnprozentigen Bodenertragssteuer die Rede und davon, dass der armen Bauernschaft zu ihrer Besänftigung großzügige Darlehen ausgereicht wurden.
Mit Unsicherheiten insbesondere hinsichtlich der Datierbarkeit ist auch die Bautätigkeit der Peisistratiden behaftet, so ihr Anteil am Bau des später von den Persern zerstörten alten Athena-Tempels auf der Akropolis sowie an den im 6. Jahrhundert v. Chr. auf der Agora, dem politischen Zentrum Athens, errichteten Neubauten. Dazu gehörten neben einem größeren Gebäudekomplex, der als Wohn- und Regierungssitz des Peisistratos in Frage kommt, mehrere andere Bauten, die für Versammlungen, Gerichtsbarkeit und Verwaltung nutzbar waren. Für eine deutlich verbesserte Wasserversorgung des Stadtzentrums sorgte ein zu dieser Zeit errichtetes Brunnenhaus. Kultischen Zwecken diente der 522 v. Chr. auf der Agora errichtete Zwölfgötter-Altar.
Die außenpolitische Lage Athens zur Zeit der Peisistratiden-Tyrannis blieb weitgehend stabil. Militärisch riskante Unternehmen wurden vermieden. Einen prestigeträchtigen Erfolg konnte Peisistratos mit der Rückgewinnung Sigeions im Kampf mit Mytilene erzielen. Damit war ein wichtiger Handelsstützpunkt für das Schwarzmeergebiet wieder in athenischer Hand.

## Sturz des Regimes
Nach dem Tod des Peisistratos 528/27 v. Chr. setzten die Söhne Hippias und Hipparchos als unangefochtene Erben das Regime des Vaters fort. In der Besetzung des höchstrangigen Archontats folgte auf Hippias, der das Amt 526/25 persönlich bekleidete, der Alkmeonide und spätere Reformer Kleisthenes. Anscheinend bemühten sich die Nachfolger des Peisistratos um Kooperation mit prominenten attischen Adelshäusern auf höchster Ebene. Die Alkmeoniden gingen jedoch bald nach Kleisthenes’ Archontat wieder ins Exil, wohl um sich gegen die Tyrannen – zunächst vergeblich – in Stellung zu bringen.
In welchem Maße das Tyrannenregime bereits vor den Umsturzaktivitäten der Attentäter Harmodios und Aristogeiton Kritik und unterschwelligen Widerstand in Athen verursachte, ist nicht bezeugt. Allerdings rechneten die später als Tyrannenmörder Gefeierten bei ihrem Anschlag während der Großen Panathenäen 514 v. Chr. mit Unterstützung in der Bürgerschaft. In ihren Attentatsplan eingeweiht hatten sie wohl nur wenige. Als ihr ursprüngliches Vorhaben, den auf der Akropolis den Panathenäen-Festzug erwartenden Hippias, den führenden Kopf des Tyrannengespanns, als Ersten umzubringen, möglicherweise durch ein Missverständnis scheiterte, töteten sie den mit der Ordnung der Prozession noch auf der Agora befassten Bruder Hipparchos. Während Harmodios sogleich umgebracht wurde, unterzog man Aristogeiton nach seiner Ergreifung der Folter, um Mitwisser zu ermitteln. Der Athenaion Politeia zufolge hat Hippias ihn schließlich selbst niedergemacht.
Danach verhärtete der nun gegenüber vielen misstrauische Hippias sein tyrannisches Regime und stärkte damit die Widerstandspotentiale, ohne dass die von außerhalb auf den Regimesturz hinarbeitenden Alkmeoniden mit ihren Unterstützern sich aber allein hätten behaupten können. Erst die Hilfe des spartanischen Königs Kleomenes I., der dabei angeblich delphischen Orakelsprüchen folgte, führte zu wiederholten Belagerungen der Zufluchtsstätte des Hippias auf der Akropolis und schließlich 510 v. Chr. zu seinem unter Druck ausgehandelten Wegzug ins Exil.

## Historische Einordnung der Athener Tyrannis
Die Einschätzungen zu Ausrichtung, Handhabung, Wirkungen und Bedeutung der Peisistratiden-Tyrannis schwankten bereits bei den antiken Quellenautoren seit Herodot. In der modernen althistorischen Forschung hängen die Urteile nicht zuletzt davon ab, welche der Quellenaussagen als geschichtliche Tatsachen angenommen und herangezogen oder als fehlerhaft verworfen werden. Zentral ist dabei die Frage nach der Bedeutung der Tyrannis für den Fortgang der politischen Entwicklung Attikas.

### Breites antikes Spektrum
Die Quellenzeugnisse schon allein in der griechischen Antike des 5. und 4. Jahrhunderts v. Chr. weisen eine Spannbreite des Urteils über die Peisistratiden-Tyrannis auf, die sich zwischen einem Verdammungsmahnmal auf der Akropolis bis zum Lobpreis eines wiedererstandenen Goldenen Zeitalters erstreckt. Gedanklich nachvollziehbar werden diese äußerst kontroversen Bewertungen, wenn man mit Pedro Barceló davon ausgeht, dass ihr Zustandekommen auf Wechsellagen der athenischen Innenpolitik beruhte.
Ein bis zu dem tödlichen Anschlag auf Hipparchos vornehmlich positives Zeugnis stellen Thukydides und die Athenaion Politeia der Peisistratiden-Tyrannis aus, die Frieden hergestellt und erhalten habe, Impulse für die wirtschaftliche und kulturelle Entwicklung gesetzt sowie relativ maßvoll-vernünftig und volksfreundlich agiert habe. Bei Herodot heißt es dagegen, dass das Regime unter Hippias nach dem Attentat nur noch drückender wurde, als es vordem schon war.
Als Grund für das im 5. Jahrhundert v. Chr. deutlich ausgeprägte tyrannenfeindliche Bewusstsein in Athen verweist Barceló auf die wiederholten Versuche des exilierten Hippias  – erst mit spartanischer, dann mit persischer Hilfe  – nach Athen in die frühere Machtposition zurückzukehren. Die in den Perserkriegen unter Aufbietung aller Kräfte errungene Selbstbehauptung habe so bei den Athenern zur Kopplung der Perserfurcht an das Tyrannentrauma geführt und das politische Bewusstsein der Bürger geprägt. In diesem Zusammenhang seien die Tyrannenmörder Harmodios und Aristogeiton zu Freiheitsstiftern und Begründern der demokratischen Staatsform aufgestiegen und zu öffentlich verehrten Identifikationsfiguren geworden. Die ursprünglich aristokratische antityrannische Kampfparole und Forderung nach Isonomie sei auf diese Weise zur radikal demokratischen Gleichheitsidee geworden, die sich auf alle Bürger bezog: „In der Polis der Athener vereinigten sich beide Tendenzen, nämlich die Forderung nach Isonomie, die, aus der Abwehrhaltung gegen die Machtanmaßung einzelner geboren, der Geisteswelt des Adels entstammte, und die von der gesamten Bürgerschaft adaptierte Vorstellung der komplementären Begriffe Demokratie und Isonomie zum ideologischen Gehäuse der demokratischen Staatsform.“
Erst vor dem Erfahrungshintergrund der Ausbildung des demokratischen Systems im Zuge des äußeren Machtzuwachses der Athener aber wurde die Tyrannis als Herrschaftsform auch verfassungstheoretisch bedeutsam und zum wichtigen Element in Herodots Verfassungsdebatte. Indem die Tyrannis sich als allbekanntes negatives Gegenbild zur im 5. Jahrhundert v. Chr. positiv besetzten Volksherrschaft etablierte, wurde sie als abwertender Begriff in verschiedenen Varianten Gemeingut. Schlagwort für den Alltagsgebrauch wurde sie beispielsweise bei Euripides, der in einem Drama Kinder und Frauen als „eine große Tyrannis für den Mann“ apostrophierte. Eine wiederum hoch politische Wendung nahm der Tyrannisbegriff, wo er auf Athens Stellung im Attischen Seebund angewendet wurde. Thukydides gibt im Entstehungszusammenhang des Peloponnesischen Krieges den politisch einflussreichsten Athener Perikles in einer Ansprache an seine Mitbürger mit den Worten wieder:

„Und wenn unsere Stadt in Ehren steht wegen ihrer Herrschaft und ihr doch auch alle darauf stolz seid, so gebührt es sich jetzt, ihr zu Hilfe zu eilen und der Mühsal sich nicht zu entziehen […] und glaubt nicht, es ginge bei diesem Kampf nur um das eine, nicht Knechte zu werden statt frei, sondern euch drohen auch der Verlust eures Reiches und die Gefahren des Hasses, der euch aus der Herrschaft erwuchs […] denn die Herrschaft, die ihr übt, ist jetzt schon Tyrannis; sie aufzurichten mag ungerecht sein, sie aufzugeben, ist gefährlich.“

Mit der Destabilisierung der perikleischen Demokratie im Zuge des Peloponnesischen Krieges, so Barceló, war das mit der Überhöhung der Demokratie verbundene Verdammungsurteil der Peisistratiden-Tyrannis am Ende des 5. Jahrhunderts v. Chr. nicht mehr selbstverständlich und wich teilweise einer ganz anderen Sicht: In der Athenaion Politeia bekam die Athener Tyrannis Züge eines Goldenen Zeitalters; und im pseudoplatonischen Dialog „Hipparchos“ entstand ein literarisches Denkmal für den ermordeten Peisistratiden.

### Neuere Forschungspositionen
Michael Stahl betrachtet die Entstehung der Tyrannis als folgerichtiges Ergebnis des Verlaufs der archaischen Geschichte mit ihren adligen Machtkämpfen. Die Tyrannis habe der Staatlichkeit im athenischen Gemeinwesen zur endgültigen Durchsetzung verholfen. Zwar habe die Tyrannis an den Grundgegebenheiten der Sozialstruktur nichts geändert, die Vorteile einer institutionellen Machtkonzentration aber allen Bürgern vor Augen geführt. Auf der Agora sei von den Peisistratiden durch bauliche Tätigkeit ein neuer staatlicher Mittelpunkt geschaffen worden, unter anderem mit der Errichtung des Zwölfgötter-Altars und des Brunnenhauses. Die Neuanlage der Agora habe auf die Einbindung breiter Bevölkerungsschichten gezielt: „Dem dienten die Kultstätten ebenso wie Brunnen und die Bereitstellung größerer Verkehrsflächen für den Marktbetrieb und schließlich die Erleichterung des geordneten Zusammenlebens durch Förderung der staatlichen Verwaltung.“

Die Einführung von Bodenertragssteuern in Form von Naturalabgaben habe den Tyrannen zwar primär dazu gedient, die eigene Machtstellung zu erhalten. Mit ihnen seien aber zudem wichtige Gemeinschaftsaufgaben finanziert worden wie Söldnerentlohnung, Darlehensgewährung an bedürftige Bauern (in Form von Saatgut) und Naturalentlohnung von mit dem Bau der Kultstätten befassten Handwerkern. Der Ausbau des Athena-Kults und der Panathenäen durch die Peisistratiden habe eine mythisch-kultische Repräsentation der staatlichen Identität Athens begründet, „die die Tyrannis auch in dieser Hinsicht mit der klassischen Demokratie verbindet.“
Karl-Wilhelm Welwei wendet sich gegen eine Sicht, nach der Staatlichkeit und Bürgerbewusstsein von der Peisistratiden-Tyrannis wichtige Impulse erhalten haben. Vielmehr sei Peisistratos nach seinem dritten und erfolgreichen Anlauf zwar um maßvolle Machtausübung bemüht gewesen und habe Frieden und Sicherheit gewährleisten wollen. Doch mit der Errichtung der Tyrannis habe er in eine funktionsfähige politische Ordnung eingegriffen und kein anderes Konzept besessen als „eine facettenreiche Politik der Machtsicherung“. Weder öffentliche Bauten noch die glanzvolle Gestaltung der Kultfeste hätten für breitere Schichten einen neuen Bezugspunkt politischer Bindungen an das Gemeinwesen geschaffen.

Dass Peisistratos die von Solon geschaffene Polisordnung nicht einfach durch eine institutionalisierte Monarchie ersetzen konnte, dient Welwei als Beleg für die Tragfähigkeit der Solonischen Fundamente. Hingegen sei mit der Etablierung der Tyrannis eine Stagnation im politischen Leben der Bürgergemeinschaft eingetreten. Nicht eine einzige Maßnahme hätten die Peisistratiden in dreieinhalb Jahrzehnten ihrer Herrschaft getroffen, so Welwei, die als zukunftsweisende Reform anzusehen wäre. Erst die kleisthenischen Reformen haben demnach aus der innen- und außenpolitischen Sackgasse der Tyrannenzeit hinausgeführt: „Die Linie vom Eunomiagedanken Solons zum Demokratieverständnis der klassischen Zeit führte vorbei an der Tyrannis in Athen.“
Loretana de Libero zufolge sicherten die Peisistratiden die eigene Herrschaft mittels einer Doppelstrategie: Ausschaltung der prominentesten Adligen einerseits und Kooperation mit dem weniger gefährlichen „Durchschnitt“ andererseits. Entscheidend für die nachfolgende politische Entwicklung Athens war laut Libero die Zurückdrängung des Adels aus seinen traditionellen Tätigkeitsfeldern, woraus sich auch Verluste an Einfluss und Bedeutung ergaben. Die fortbestehende Solonische Ordnung habe sich so einspielen und fest verwurzeln können. Auch ohne erfolgreiche spartanische Intervention wäre die Peisistratiden-Tyrannis wohl bald von anderen Kräften von der Macht verdrängt worden, so Libero. „Die athenische Tyrannis war trotz aller Bezugnahmen auf aristokratische Traditionen, Mentalitäten und Handlungsweisen, trotz ihrer erkennbaren Rückwärtsgewandtheit, kein unnötiges Zwischenspiel, sondern schuf unbeabsichtigt und unbewußt einige der Voraussetzungen, die bei der politischen Entwicklung hin zur Isonomie in Athen zum Tragen kommen sollten.“